# Peter Pavel Vergerij
Peter Pavel Vergerij, italijansko Pier Paolo Vergerio mlajši, beneški papeški nuncij in pozneje protestantski reformator, * ok. leta 1498, Koper, † 4. oktober 1565, Tübingen.
Čeprav je sprva nasprotoval Primožu Trubarju, utrjevalcu slovenščine kot jezika, ga je kasneje podprl in bil nekaj časa njegov mentor. Prispeval je tudi k razvoju hrvaške književnosti.

## Življenje
Rodil se je v Kopru (Capodistria) v Istri, ko je ta spadala pod Beneško republiko, v plemiški družini. Študiral je humanistične vede in pravo v Padovi. Med študijem se je srečal s humanisti Pietrom Bembom, Marcantoniom Flaminiom, Petrom Vermiglijem in se z njimi zavzemal za Cerkveno reformo. V Padovi je leta 1522 tudi predaval. Pravno službo je opravljal v Padovi, Veroni in Benetkah. 
Leta 1526 se je poročil z Diano Contarini, ki je umrla po letu dni. Takrat se je odločil za cerkveno službo, ki sta jo že opravljala njegova brata Avrelij in Gianbattista. Okoli leta 1530 je odšel v Rim, da bi si pridobil zaupanje papeža Klemena VII. Po smrti brata Avrelija leta 1532 je prevzel njegovo mesto kot papežev tajnik. Leta 1533 je postal apostolski nuncij pri avstrijskem cesarju Ferdinandu I.. Po papeževem naročilu, naj nemške kneze pripravi na koncil, se je srečal z Martinom Lutherjem v Wittenbergu. Leta 1534 so mu kot beneficij dodelili župnijo Komen.
Čeprav pri spodbujanju protestantov, da pošljejo svoje delegate, ni bil ravno uspešen, ga je papež Pavel III. nagradil z modruško škofijo na Hrvaškem, leta 1536 pa s koprsko župnijo. Leta 1540 je Vergerij spet stopil v aktivno diplomatsko službo: udeležil se je verske konference v Wormsu kot komisar francoskega kralja Franca I. V spomin na koncil je napisal traktat De unitate et pace ecclesiae. Tako kot kardinal Gasparo Contarini, ki je bil leta 1541 z njim na verski konferenci v Regensburgu, je bil obtožen, da je preveč popustil protestantom. Vrnil se je v Koper in se posvetil študiju.
Vergerij še ni pomislil na odpad od Rimokatoliške cerkve niti se ni lotil reform znotraj te Cerkve, kakršne so zagovarjali Contarini in drugi. Kljub temu so 13. decembra 1544 pri beneški inkviziciji vložili zoper njega ovadbo. Čeprav ni bil obsojen, je kardinal Marcello Cervini, kasneje papež Marcel II., izkoristil dejstvo, da Vergerij ni bil oproščen, in preprečil njegovo udeležbo na koncilu.
Vergerij se je vrnil iz Rive, kamor se je bil umaknil pred opre. Začel je z založniško dejavnostjo, ki se je vse bolj obračala proti Rimokatoliški cerkvi. Po tragični smrti prijatelja, odvetnika in zagovornika protestantizma Francesca Spiere, je poslal pismeno obrambo padovanskemu škofu, kar je obveljalo kot odpad od Cerkve.
Namesto da bi se 1. maja 1549 odzval na drugi poziv nuncija Della Casa, naj pride pred sodišče v Benetkah, je za vedno zapustil Italijo. Na drugem procesu v Benetkah  je bil 3. julija 1549 v odsotnosti v 34 točkah obsojen krivoverstva. Odvzeli so mu škofovski status in ga izobčili.
V švicarskem Graubündnu je izdal vrsto polemičnih spisov na temo papeštva, politike; čaščenja svetnikov, relikvij in podobno. Vergerij je ostal v Graubündnu do leta 1553, ko se je na poziv vojvode Krištofa iz Württenberga odpravil na potovanja v imenu evangeličanske Cerkve. V letih 1554 in 1555 je nagovarjal Primoža Trubarja, naj začne prevod Biblije v slovenščino. To je pripeljalo do Trubarjevega prevoda Matejevega evangelija leta 1555, ki je bil prvi integralni prevod dela Svetega pisma v ta jezik, kasneje pa je Trubar prevedel v slovenščino celotno Novo zavezo. Leta 1556 se je odpravil na Poljsko in se posvetoval s pruskim vojvodo Albertom. Leta 1559 je bil na Poljskem na pobudo nuncija Luigija Lippomana, da bi oviral delovanje Jana Łaskega. Prosil je za dovoljenje za udeležbo na verski konferenci v Poissyju leta 1560, na Tridentskem koncilu pa se ni smel pojaviti  kot vojvodov delegat. Ves čas je pisal polemične spise in si prizadeval za objavo svojih zbranih del; izšel je le prvi zvezek (1563). 